# Bureau pour le Trafic de drogue international et le Respect des lois

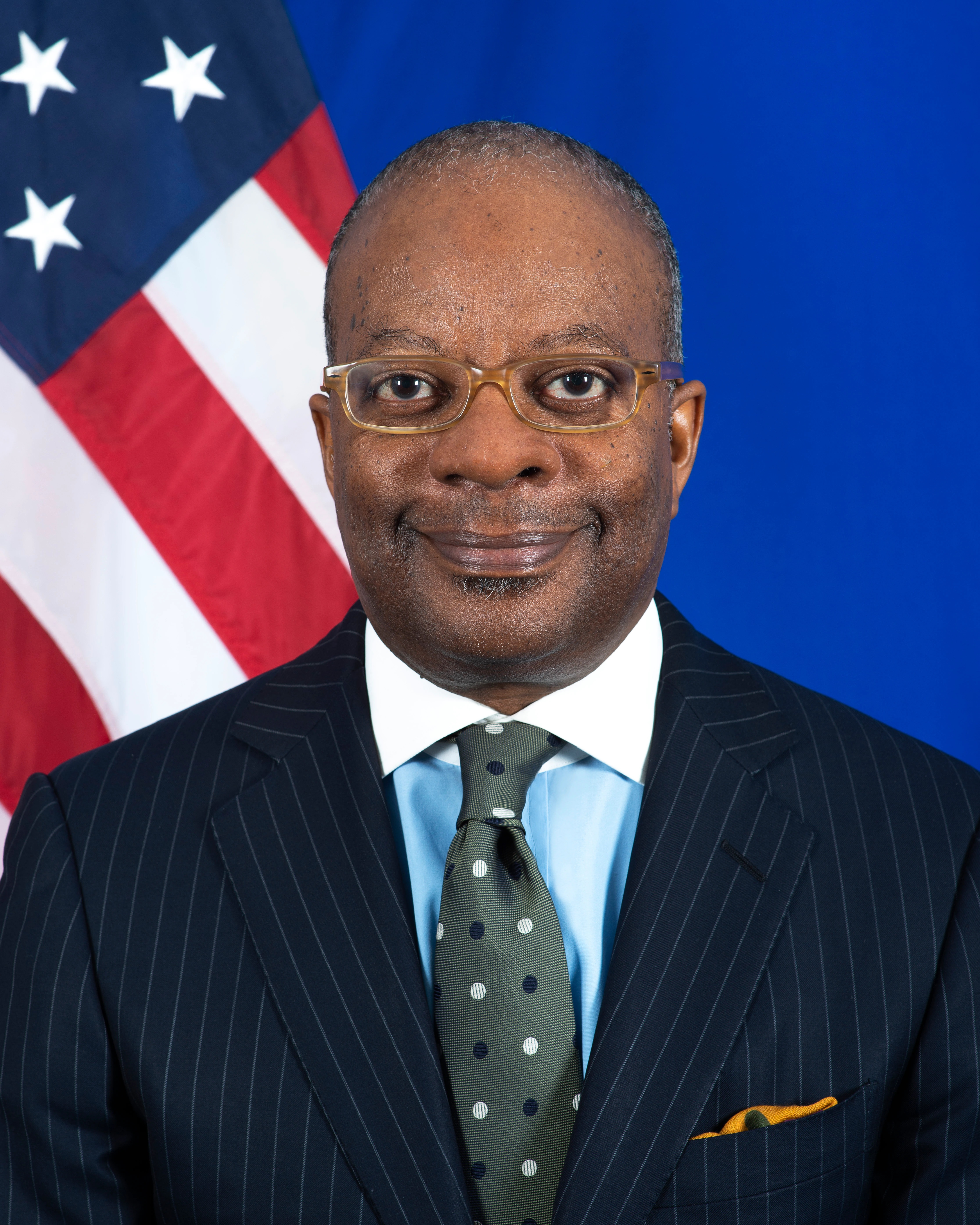
Todd D. Robinson, actuel responsable du BIL.

Le Bureau pour le Trafic de drogue international et le Respect des lois (INL, en anglais, Bureau of International Narcotics and Law Enforcement Affairs) est un organisme dépendant du département d'État des États-Unis, chargé de la prévention et de la gestion au niveau international de la politique anti-stupéfiants menée par le gouvernement fédéral des États-Unis.
Il est dirigé par le secrétaire d'État assistant pour le Trafic de drogue international et le Respect des lois, actuellement Todd D. Robinson.

## Histoire
Le Bureau of International Narcotics and Law Enforcement Affairs (INL) est créé en 1978 et gère, en collaboration avec la DEA, le FBI et d'autres agences de maintien de l'ordre, le Narcotics Rewards Program (en), créé en 1986 afin d'offrir des primes à ceux qui aident les autorités à arrêter des trafiquants de stupéfiants. 
L'INL coordonne également l'initiative de Mérida, accord passé notamment avec le Mexique afin de l'aider, financièrement et stratégiquement, dans la lutte contre le trafic de stupéfiants.

## Budget
En 2013, l'organisme a un budget annuel de 1,6 milliard de dollars américains.